# Bratislav Živković
Bratislav Živković (Servisch: Братислав Живковић) (Leskovac, 28 november 1970) is een Servisch voetbalcoach en voormalig voetballer.

## Trainerscarrière
Na zijn spelerscarrière ging Živković aan de slag als teammanager van zijn ex-club Rode Ster Belgrado. Later werd hij er assistent-trainer. In 2014 nam Slaviša Stojanovič, onder wie hij bij Rode Ster had gewerkt, hem mee als assistent naar de Belgische eersteklasser Lierse SK.
In maart 2015 werd hij hoofdtrainer van de Servische eersteklasser FK Voždovac Belgrado, dat hij naar een twaalfde plaats leidde, ondanks het feit dat de club onder zijn voorganger Zoran Milinković met een 0 op 18 aan het seizoen was begonnen. In zijn eerste volledige seizoen eindigde hij zevende met de club. Živković was tot november 2016 coach van de club uit Belgrado. In het voorjaar van 2017 was hij enkele maanden hoofdtrainer van de Servische eersteklasser FK Radnik Surdulica. In zes competitiewedstrijden kon hij slechts één punt sprokkelen.
Later ging Živković weer wat meer in de schaduw werken. Hij werd bij FK Napredak Kruševac de assistent van Nenad Sakić en later Milorad Kosanović, coachte de U19 van Rode Ster Belgrado en werd de assistent van Dragan Stojković bij Guangzhou City FC. Na een korte passage als hoofdtrainer van 
FK Inđija werd hij opnieuw de assistent van Stojković, ditmaal bij Servië.